# Swatch Internet Time
Swatch Internet Time er en decimalopdeling af døgnet. Decimaldelingen blev markedsført i 1998 af urproducenten Swatch som et alternativ til den normale inddeling af døgnet i timer og minutter. 

## Tidssystemet
- Døgnet er delt ind i 1000 "beats".
- Hvert beat har en varighed på 1 minut og 26,4 sekunder.
- Der er ingen tidszoner. Alle tidspunkter opgives relativt til BMT (Biel Mean Time). Virksomhedens hovedkvarter ligger i Biel i Schweiz.
- Klokkeslæt angives med @ efterfulgt af et tal, som f.eks. @600, der svarer til tidsrummet 14:24:00 – 14:25:26 i den centraleuropæiske tidszone.

| Tid | Spire Denne artikel om tid eller kalendere er en spire som bør udbygges. Du er velkommen til at hjælpe Wikipedia ved at udvide den. |